# تهاجم گورلیسه-تارنوف
تهاجم گورلیسه-تارنوف در طول جنگ اول جهانی، در ابتدا به عنوان یک تهاجم کوچک از سوی آلمان‌ها برای آزاد کردن اتریش-مجارستان از فشار روس‌ها در جبهه شرق در نطر گرفته شده بود؛ اما ناخواسته به عنوان تلاش تهاجمی اصلیِ دولت‌های محور∗ در ۱۹۱۵ از آب درآمد و سبب فروپاشی خطوط روس‌ها در ناحیه گالیسیا (اروپای شرقی) و عقب‌نشینی آن‌ها به کشور خود، که لقب «عقب‌نشینی بزرگ» را بر خود نهاد، گردید. این نبرد شامل یک رشته عملیات‌هایی بود که از مه ۱۹۱۵ تا اکتبر این سال (تنها بدی اوضاع جوی بود که باعث پایان گرفتن نبرد شد) ادامه داشت.
علت اولیه پیروزی دولت های محور در این نبرد، قدرت آتش کوبندهٔ توپخانه‌شان بود. توپ صحرایی و هویتزر آلمانی با زاویهٔ شلیک بالای خود باعث انهدام توپخانه و نیز ضدحملات پیاده‌نظام روسیه شد. آلمان‌ها با بهره‌گیری از تجسس هوایی موفق شدند دقت آتش توپخانهٔ خود را بهبود دهند. توپخانهٔ آلمان با آتش مستقیم∗ خود استحکامات روس‌ها را تخریب و بدین طریق پیاده‌نظام خود را پشتیبانی می‌کرد.

## پیش زمینه
در اولین ماه جنگ (اوت) ارتش هشتم آلمان به فرماندهی ژنرال هیندنبورگ یک رشته کارهای تقریباً غیرقابل باور در برابر دو ارتش روسیه‌ای که در جلوی خود می‌دید، انجام داد: پس از محاصره و سپس انهدام ارتش دوم روسیه در نبرد تاننبرگ، هیندنبورگ و لودندورف نیروهای خود را به سوی شمال شرقی پروس چرخاندند تا با ارتش اول روسیه مواجه شوند؛ در اولین نبرد دریاچه مازوریان، پیش از اینکه روس‌ها به استحکامات خود پناه ببرند تقریباً به کل تار و مار شدند و پس مانده شان نیز از طریق مرز گریخت. در اواخر سپتامبر وقتی این حوادث به تدریج فروکش کردند، اکثریت هر دو ارتش روسیه محو شده و تمامی نیروهای مهاجم پس از تحمل ۲۰۰٬۰۰۰ کشته یا اسیر از دریاچه مازوریان (در شمال شرق لهستان امروزی) رانده شد.
اما ارتش تزار در جنوب بسیار بهتر عمل کرد، جایی که با ارتش امپراتوریِ رو به اضمحلال اتریش_مجارستان روبرو بود؛ ارتشی که سریع‌تر بسیج شده و حمله اش را در پایان اوت از گالیسیا (بخش لهستانیِ روسیه تزرای) شروع نمود و روس‌ها را ابتدا به محلی که امروزه مرکز لهستان است، راند؛ روس‌ها اما با ضد حمله ای موفق در پایان سپتامبر، در حالی که نفرات بیشتری نیز به جبهه گسیل داشته بودند، دشمن خود را در حالتی بی نظم به مرزهایش پس زدند به طوری که اتریش یک پادگانِ محاصره شده در شهر مستحکم پرزمیسی (پرزمشیل) را رها کرد.
آلمان با ایجاد ارتش جدید نهم که در طی نبرد رود ویستولا از سیلزیای آلمان تا لهستان حرکت کرد، به کمک متحد خود شتافت. هر چند در ابتدا حملات موفقیت‌آمیز بودند، ژرمن‌ها حمله را تدریجاً متوقف کردند و به مواضع اولیه‌شان بازگشتند؛ در طول این عقب‌نشینی، سربازان آلمانی برای آنکه در موقع حمله روسیه به سیلزیای خودش، هرگونه شانس استفاده از راه‌آهن و پل‌ها را از بین ببرند، اقدام به تخریب آن‌ها کردند. اما روس‌ها آنها را تعمیر نموده و آمادهٔ حمله شدند. ارتش نهم آلمان اکنون به شمال قشون کشید تا نبرد لوش (Łódź) رقم بخورد، اقدامی که فشاری قابل توجه بر جناح راست روسیه وارد کرد. آلمان‌ها در محاصرهٔ ارتش روسیه ناموفق بودند و این نبرد با عقب‌نشینی منظم روسیه به شرق نزدیک ورشو(warsaw)، اشغال لوش توسط آلمان و پایان تهدید روسیه علیه سیلزیای آلمان پایان گرفت.

## رخنه
در نبرد خشن زمستانی، ژنرال فرانتس کنراد فن هتسندورف رئیس ستاد کل ارتش اتریش_مجارستان، علیه روس‌هایی که به گذرگاه‌های کارپات در جنوب گالیسیا جهت حمله به مجارستان فشار می‌آوردند، حمله ای ترتیب داد. هر دو طرف به نحوی مخوف دچار صدماتی شدند اما روس‌ها خطوط خود را حفظ کردند. تا این زمان نصف ارتش اتریش_مجارستان که در جنگ شرکت داشت، تلف شده بود. ژنرال التماس کرد آلمان نیروهایی تقویتی جهت حفظ این گذرگاه‌ها بفرستد. ژنرال اریش فون فالکنهاین، رئیس ستاد کل ارتش آلمان، درخواست را رد کرد اما در آوریل ۱۹۱۵ ژنرال هوتسندورف تهدید نمود که در صورت نرسیدن کمک از سوی آلمان، به‌طور جداگانه با دشمن صلح خواهد کرد. پس کنراد و فالکنهاین با یکدیگر ملاقات کرده و قرار شد حمله ای مشترک علیه جناح چپ روس‌ها در جنوبی‌ترین قسمت جبههٔ شرق یعنی خط گورلیسه_تارنوف در ۱۳۰ کیلومتری جنوب شرق کراکوفِ لهستان اجرا کنند. یک پیشروی موفق در جبههٔ نامبرده می‌توانست روس‌ها را از ترس قیچی شدنشان وادار به عقب‌نشینی از گذرگاه‌های کارپات کند.
واحد جاسوسی آلمان هیچگونه نشانه ای دال بر نزدیک بودنِ حملهٔ متفقین در جبههٔ غرب نیافت و افزون بر آن، حجم ارتش آلمان روبه ازدیاد بود. آنها در حال حذف یک تیپ پیاده‌نظام از هر لشکر بودند و تنها سه تیپ برای هر لشکر باقی گذاشتند، اما هیچگونه کاهشی در تعداد افراد ورزیدهٔ هر لشکر ندادند. این تخصیص نیروها برای یک جنگ توپخانه ای مناسب تر بود. هر لشکر متحول شده با ۲٬۴۰۰ نیروی جدیدی که از ابتدای وقوع جنگ تجربه اندوخته بودند، تقویت می‌شد. آن تیپ‌هایی که از هر لشکر حذف شده بودند نیز به نوبهٔ خود ۱۴ لشکر جدید ذخیره را شکل دادند.
ژنرال کنراد ناچار بود با شروط ژنرال فالکنهاین کنار بیاید. قرار شد حملهٔ مشترک با یک گروه ارتشِ∗ اتریشی_ژرمنی و تحت فرماندهی یک ژنرال آلمانی که فالکنهاین اوامر خود را به واسطهٔ یک ژنرال اتریش_مجارستانی بدو می‌رساند، انجام گیرد. این گروه ارتش مشتمل بر ارتش چهارم اتریش_مجارستان (با یک لشکر سواره و هشت پیاده‌نظام) تحت فرماندهی آرشدوک یوزف فردیناند، سربازی کهنه‌کار، و ارتش جدید یازدهم آلمان (مشتمل بر هشت لشکر) که افرادش در تاکتیکهای تهاجمی در جبههٔ غرب کارآزموده شده بودند (آنها با ۵۰۰ قطار به شرق آورده شدند)، تشکیل گردید. این گروه ارتش را تحت فرماندهی رهبر سابق ارتش نهم آلمان یعنی ژنرال آگوست فون مکنسن آجودان سابق قیصر آلمان سپردند و سرهنگ هانس فون زکت نیز به عنوان رئیس ستادش منصوب گردید.
آنها قرار بود در برابر ارتش سوم روسیه (مشتمل بر نه لشکر و پنج و نیم لشکر سواره) تحت هدایت ژنرال راتکو دیمیتریف قرار گیرند.
ژنرال مکنسن همچنین مجهز به یک قطار مملو از توپخانهٔ سنگین که فرماندهی اش برعهده ژنرال آلفرد زایتِن بود، شده بود؛ توپخانه ای سنگین مشتمل بر خمپاره اندازهای عظیم آلمانی و اتریش_مجارستانی که در جبههٔ غرب با در هم کوباندن استحکامات فرانسوی و بلژیکی امتحان خود را پس داده بودند. طیاره‌هایی نیز جهت هدایت صحیح آتش این توپخانه در اختیارش نهاده شد، اقدامی که بویژه به علت کمبود مهمات در هر دو طرف متخاصم مهم بود زیرا تنها ۳۰۰٬۰۰۰ گلوله توپ می‌توانستند برای حمله در انبار باشند. امتیاز اساسی دیگر آلمان، سرویس تلفن صحرایی آنها بود که واحدهای تجسسِ جلوی جبهه را قادر به هدایت صحیح آتش توپخانه بر روی اهدافش می‌کرد. برای افزایش تحرک توپ صحرایی در چنان جاده‌های نامناسبی هر لشکر آلمانی به ۲۰۰ دستگاه کشنده کوچک اتریشی و راننده مجهز شده بود.
ژنرال فالکنهاین مقر ستاد عالی آلمان(Oberste Heeresleitunng) را به پلس(peles) در سیلزیا منتقل ساخت که یک ساعت با مقر ستاد اتریش فاصله داشت. برای جلوگیری از جاسوسی، ساکنین محلی به خارج از منطقه رانده شدند. در شمال، ارتش نهم و دهم آلمان حمله‌هایی منحرف کننده انجام دادند که ریگا را تهدید کرد. مکنسن دارای ده پیاده‌نظام و یک سواره (با استعداد ۱۲۶٬۰۰۰ نیرو، ۴۵۷ توپخانهٔ کوچک، ۱۵۹ توپخانهٔ بزرگ و ۹۶ خمپاره انداز) در طول این خط جبههٔ ۴۲ کیلومتری بود. آنچه در برابرش قرار می‌گرفت، پنج لشکر روسی با استعداد ۶۰٬۰۰۰ نیرو اما ضعیف در توپخانه بود. برای پشتیبانی آتش، روس‌ها تنها می‌توانستند روی ۱۴۱ توپخانهٔ کوچک، و چهار توپخانه بزرگ که یکی از آنها در بدو نبرد ترکید، حساب کنند.

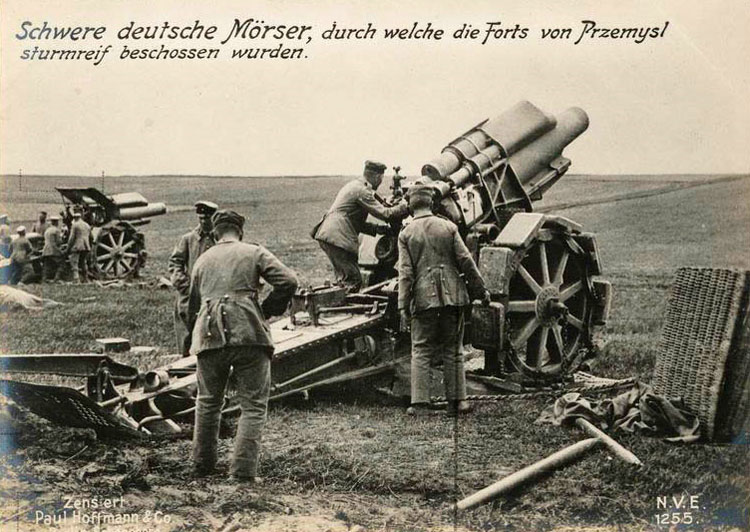
خمپاره انداز(Mortar) غول پیکر آلمانی که در محاصره پرزمیسی به کار رفت.

فرماندهی کل قوای روسیه، «گراند دوک (دوک اعظم) نیکلای نیکلایویچ» دانست که آلمان‌ها به جناح ارتش سوم وی رسیده‌اند اما حرکتی انجام نداد.
در یکم مه، توپخانهٔ دول محور بمباران آزارنده خود را آغاز کرد. در ساعت ۰۶:۰۰ دوم مه به بمباران مداوم خود ادامه دادند، در ۰۹:۰۰ هویتزرهای سنگین نیز وارد عمل شدند. بویژه خمپاره‌های عظیم آلمانی وحشت آور بود، به حدی که انفجار ناشی از اصابت آنها افراد را تا ده متری محل انفجار می‌کشت. مواضع و استحکامات روس ها «... بیشتر کانال آبیاری بودند تا سنگر.» بنابراین به آسانی ویران و کمربند ضعیف سیم خاردار آنها با انفجار قوی ناشی از هویتزرها پاره می‌شد. در ساعت ۱۰:۰۰ پیاده‌نظام اتریشی_ژرمنی در خطوطی کلفت یورش را آغاز کرد. دستورات ژنرال مکنسن برای سراسر جبهه اش این بود که به صورت متحد الشکل هجوم برده و مقاومت محلی را نادیده گیرند. اگر یک مسلسل روسی آنها را متوقف می‌کرد، یک توپ صحرایی جلو آورده می‌شد تا آنرا نابود کند. وقتی هم روس‌های عقب رانده شده اقدام به ضد حمله در اشکالی متراکم می‌کردند، این کار تنها به تلفات خودشان می‌افزود.

## پیشروی
راتکو دیمیتریف، فرمانده ارتش سوم روسیه، به سرعت دو لشکر را برای پُر کردن این رخنه فرستاد اما آنها حتی پیش از اینکه گزارشی به ستاد خود بفرستند، نیست و نابود شدند. در ۳ مه گراند دوک نیکلای در فکر فرستادن سه لشکر اضافی و عقب‌نشینی محدود بود. مهاجمین اولین مانع طبیعی سر راه خود یعنی رود ویسلوکا را با تصرف پل آن پشت سر گذاشتند. در ۵ مه آنها در طول سه خط سنگر روس‌ها بودند و در ۹ مه تمامی اهداف محول شده را گرفتند. گراند دوک نیکلای اجازهٔ عقب‌نشینی محدودی را داد اما پیشنهاد ایجاد موضعی محکم در پشت خطوط مقدم خود (برای اینکه در موقع عقب‌نشینی مجدد به آن پناه ببرند) را رد کرد. با این وضع، ضد حملات روس‌ها این بار حتی بدتر شد، آنها اغلب واحدهای تازه سرباز را وارد نبرد می‌کردند، برخی از آنها تنها به نارنجک یا باتوم‌های چوبی مجهز بودند. ارتش‌های سوم و چهارم اتریش_مجارستان به گذرگاه‌های کارپات فشار آوردند و روس‌ها در حالی که هنوز توان داشتند، عقب نشستند. در ۱۲ مه کنفرانسی در پلس (مقر ستاد کل ارتش آلمان) تصمیم گرفته شد که ژنرال مکنسن باید پیشروی خود را تا رود سان(san) ادامه دهد و سرپل‌های کرانه خاوری آنرا متصرف گردد. لازمهٔ ادامه پیشروی، اقداماتی به قرار زیر بود: ترخیص نیروهای پیاده نظامِ زنده مانده اما فرسوده، پیش بردن توپخانه، مهمات و دیگر منابع در طول جاده‌ها، و نیز راه‌آهن‌هایی که می‌بایستی تعمیر شوند. هر حملهٔ جدید از الگوی یورش‌های قبلی پیروی می‌کرد یعنی انبوهی از توپخانه که با بمباران، مسیر امن لازم برای پیاده‌نظام را فراهم می‌کرد.
زمانی که گروه ارتش مکنسن به رود سان رسید، جبهه جدیدش بیش از ۱۵۰ کیلومتر از ایستگاه راه‌آهن خود فاصله داشت. آنها به قدری می‌توانستند پیش روی کنند که راه‌آهن‌های تازه اشغال شده دوباره شروع به کار کنند. وقتی این کار انجام شد، در ۱۶ مه آنها سرپل‌هایی بر روی رود سان ایجاد کردند. در کرانه خاوری این رود، شهر تاریخی پرزمیسی(Przemyśl) با ۴۴ دژ و استحکام نظامی اش مورد محاصره نیروهای ژنرال مکنسن قرار گرفت. لازم به یادآوری است که این شهر دوبار (بار نخست از ۱۶ سپتامبر ۱۹۱۴ تا ۱۱ اکتبر این سال و بار دوم از ۹ نوامبر تا ۲۲ مارس ۱۹۱۵) به محاصره نیروهای تزار روس درآمده بود و اکنون در اشغال آنها بود. در ۳۰ مه ۱۹۱۵ واحد توپخانهٔ ارتش یازدهم آلمان تقابل با توپ‌های روسیِ این دژ را آغاز نمود. خمپاره اندازهای غول آسای آلمان به آسانی دیوارهای بتونی این شهر را درهم شکستند. در ۱ ژوئن پیاده‌نظام مهاجمین سه دژ بزرگ را به اشغال خود درآورد. یک ضد حمله روسیه با شکست مواجه شد. دو روز بعد نیروهای پیروزمند اتریشی_ژرمنی در خیابان‌های پرزمیسی رژه رفتند، نیروهای اتریش_مجارستانی مورد فریاد و تشویق پرشور شهروندان قرار گرفتند و این پیروزی، جشن و هلهله ای همگانی در سرتاسر امپراتوری اتریش_مجارستان برانگیخت. در همان روز ارتش‌های چهارم و هفتم اتریش_مجارستان به جناحین راست و چپ ارتش سوم روسیه یورش بردند و آنان را تا رود دنیستر پس راندند. (در نقشه این ارتش با یک مستطیل آبی و حرف Third در داخل آن و چهار علامت X در بالایش نشان داده شده‌است. موقعیت اولیهٔ این ارتش که روی خط آبی پیوسته قرار دارد را با موقعیت دوم آن روی خط آبی هاشور مقایسه کنید)
ژنرال فالکنهاین نیروهای جایگزینی را برای بازتوان کردن ارتش یازدهم آلمان فرستاد. روس‌ها نیز مدافعین خود را تقویت نمودند. لمبرگ، پایتخت گالیسیا، که ۶۰ کیلومتر به سمت شرق پرزمیسی قرار داشت به عنوان هدف بعدی انتخاب شد. حمله ای در روز ۱۳ ژوئن روس‌ها را به عقب‌نشینی ای شتابزده وادار ساخت و در ۲۱ ژوئن گراند دوک نیکلای به آنها فرمان داد گالیسیا را رها کنند. در ۲۲ ژوئن نیروهای اتریش_مجارستانیِ ژنرال مکنسن پس از پیشروی ۳۱۰ کیلومتری (میانگین ۵٫۸ کیلومتر در روز) وارد لمبرگ شدند. میادین نفتی گالیسیا که برای ناوگان آلمان اهمیت حیاتی داشت، به زودی آغاز به تولید کرده و ۴۸۰٬۰۰۰ تن نفتِ شدیداً مورد نیاز تصرف گردید.
ارتش سوم روسیه ۱۴۰٬۰۰۰ سرباز را به دشمن تسلیم کرد و تقریباً به عنوان یک نیروی نظامی از عرصه نبرد پاک شد. سپاه سوم قفقازیه، برای مثال، که جهت ایجاد ۴۰٬۰۰۰ سرباز در آوریل ۱۹۱۵ آورده شده بود، به ۸٬۰۰۰ نفر تقلیل یافت. این سپاه در نبرد رود سان به تقابل با ارتش یکم اتریش_مجارستان فرستاده شده بود و موفق شد ۶٬۰۰۰ اسیر و نُه توپ صحرایی به غنیمت گیرد اما یکی از لشکرهای آن در روز ۱۹ مه به ۹۰۰ نفر کاهش یافته بود.

## پیامدها
سرهنگ هانس فون زکت، رئیس ستاد ژنرال مکنسن، پیشنهاد نمود که اکنون ارتش یازدهم آلمان باید در حالی که جناحینش توسط رودهای ویستولا و بوگ حفاظت می‌شود، به شمال به سوی برست-لیتوفسک پیشروی کند. ژنرال هیندنبورگ و معاونش ژنرال لودندورف موافقت کرده و پیشنهاد دادند همزمان با این پیشروی ارتش‌های دهم و ارتش جدید نیمن (Niemen army)، شهرهای کونو(Kovno) و ویلنا(Vilna) را نیز متصرف شوند. (در بالای نقشه، ارتش دهم و ارتش نیمن به ترتیب با مستطیلهای قرمز رنگی که داخل آنها کلمات Tenth و Niemen و بالایشان چهار علامت X قرار دارد، مشخص شده‌اند)
از دید آلمان‌ها، در هر دوی ویلنا و برست لیتوفسک، تمامی خطوط اصلی راه‌آهن لهستان به روسیه می‌توانست قطع شود و نیروهای روسی در پیشرفتگی (دماغه) لهستان∗ در یک کیسه به دام می‌افتادند؛ در این حال ممکن بود چنین شکست خفت آوری تزار را به صلح وادارد. ژنرال فالکنهاین نظرش این بود که چنین مانور جسارت آمیزی پا را از حدود فراتر می‌گذارد، و به جای آن حمله ای رو به جلو در سراسر جبهه فعلی شان در لهستان را توصیه کرد.
گراند دوک نیکلای فرامینی صادر کرد که قدم به قدم تسلیم فشارها شده و هر دوی گالیسیا و پیشرفتگی لهستان را برای نظم بخشیدن به خطوط مقدم خود رها می‌ساخت، امیدش این بود که برای کسب اسلحه‌هایی که جداً نیازمند به آنها بودند_از جمله ۳۰۰٬۰۰۰ سلاح تک تیر اتداز_ وقت بخرد.
این عقب‌نشینی عظیم آن چیزی است که در تاریخ این جنگ به "عقب‌نشینی بزرگ ۱۹۱۵" شهره گشته‌است. ورشو تخلیه و در ۵ اوت توسط ارتش جدید دوازدهم آلمان اشغال شد، در پایان ماه لهستان به‌طور کامل در دستان ائتلاف اتریشی_ژرمنی بود.
آلمان‌ها از دولت دانمارک تقاضا کردند که پیشنهاد میزبانی یک کنفرانس صلح را بدهد. تزار نیکلای دوم از مشارکت خودداری کرد: او به متفقین غربی اش قول داده بود که جداگانه با دشمن صلح نکند. ژنرال مکنسن به رهبری ارتشهای اتریشی_ژرمنی در سرتاسر جنگ ادامه داد، ابتدا صربستان و سپس رومانی را متصرف شد. تزار نیکلای دوم، گراند دوک نیکلای را از فرماندهی کل قوا برکنار و خود شخصاً سمت وی را بر عهده گرفت تا شاید روحیه میهن‌پرستی و جنگجویی ملتش را، ولو موقتی، احیا کند.